# 錫姆科縣
錫姆科縣（英語：Simcoe County），是加拿大安大略省南部一個地方行政區，縣治位於米德赫斯特（Midhurst），東南臨約克區，西南鄰皮爾區和達弗林縣，西及格雷縣，北至馬斯科卡區，東面則與卡沃薩湖市為鄰，並有一小部分與杜林區接壤。錫姆科縣位於大多倫多地區以北，覆蓋介乎錫姆科湖和喬治亞灣之間的地域，並是安省南部人口稠密地帶大金馬蹄地區的一部分。巴里市和奧里利亞市的地理位置在錫姆科縣以内，但兩市皆是獨立於錫姆科縣的分割行政區（separated municipality），行政上與錫姆科縣互不相干。據2011年人口普查所示，錫姆科縣（連同巴里市和奧里利亞市）有446063名居民。
此帶於1843年設為錫姆科區，再於1850年改設為錫姆科縣。

## 轄區
錫姆科縣轄下16個鄉鎮如下：
- 布拉德福－西貴林伯里鎮（Town of Bradford West Gwillimbury）
- 哥靈活鎮（Town of Collingwood）
- 恩尼斯菲爾鎮（Town of Innisfil）
- 美德蘭鎮（Town of Midland）
- 新特肯塞斯鎮（Town of New Tecumseth）
- 潘尼坦古伊申鎮（Town of Penetanguishene）
- 瓦薩加灘鎮（Town of Wasaga Beach）
- 阿德賈拉－托索朗提奧鄉（Township of Adjala–Tosorontio）
- 清景鄉[2]
- 艾薩鄉（Township of Essa）
- 奧羅－梅當特鄉（Township of Oro-Medonte）
- 拉馬拉鄉（Township of Ramara）
- 塞文鄉（Township of Severn）
- 春水鄉（Township of Springwater）
- 泰伊鄉（Township of Tay）
- 泰尼鄉（Township of Tiny）

## 外部連結
- （英文）錫姆科縣官方網站 （页面存档备份，存于）